# Cigeľka
Cigeľka (antigamente Cigelka, ruteno Цигелка) é um município no distrito de Bardejov. Localizada no vale do rio Oľchovec abaixo da montanha Busov (1 002 metros acima do nível do mar) perto da fronteira entre a Eslováquia ea Polónia. Há um templo grego-católico São Cosme e Damião, construída em 1816, onde serviu a sua primeira liturgia mais tarde bispo de Prešov Pavel Peter Gojdič.

## História
A primeira menção escrita de Cigeľka foi em 1414.  No século XIX, a vila foi afectada pela emigração para os Estados Unidos por razões econômicas, em 1947, a proporção de pessoas que por iniciativa das autoridades soviéticas mudou-se para a Ucrânia (em especial nas aldeias Chomut, atual nome Zelenyj Haj – Зелений Гай), onde desde a década de 1960. Mas no início do século XXI a maioria retornou gradualmente para a Eslováquia.
Na aldeia há um monumento às vítimas da II Guerra Mundial em Cigeľka – que se concentra em sete meninos que foram enviados para a guerra sem uma formação adequada, e várias famílias judias cujos membros morreram em campos de concentração. O monumento foi inaugurado em outubro de 1989. O autor é o pintor Mikuláš Lovacký.

## Demografia
| Ano:        | 1994 | 2004    | 2014    | 2024    |
| ----------- | ---- | ------- | ------- | ------- |
| Broj ljudi: | 360  | 466     | 556     | 620     |
| Razlika:    |      | +29,44% | +19,31% | +11,51% |

| Ano:               | 2023 | 2024   |
| ------------------ | ---- | ------ |
| Número de pessoas: | 611  | 620    |
| Diferença:         |      | +1,47% |

## Galeria

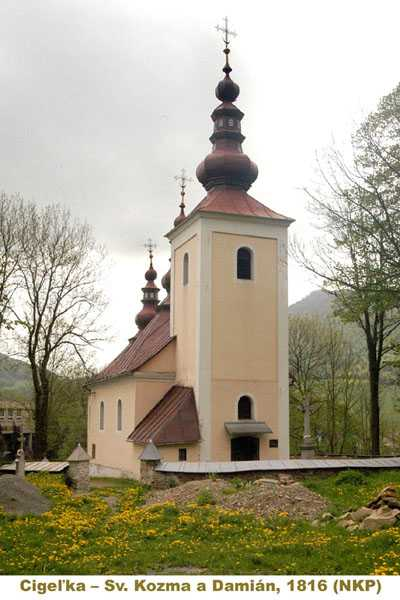
Templo São Cosme e Damião em Cigeľka
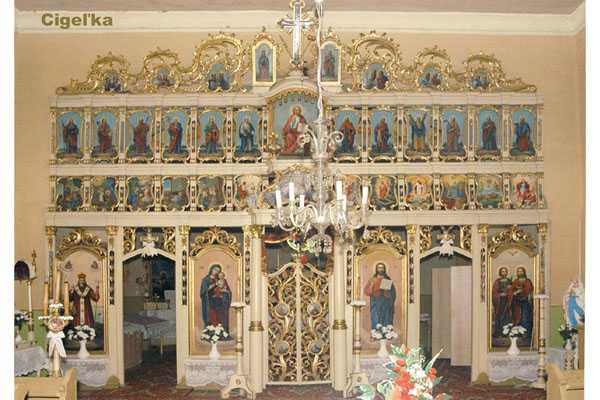
Iconostasis templo São Cosme e Damião em Cigeľka
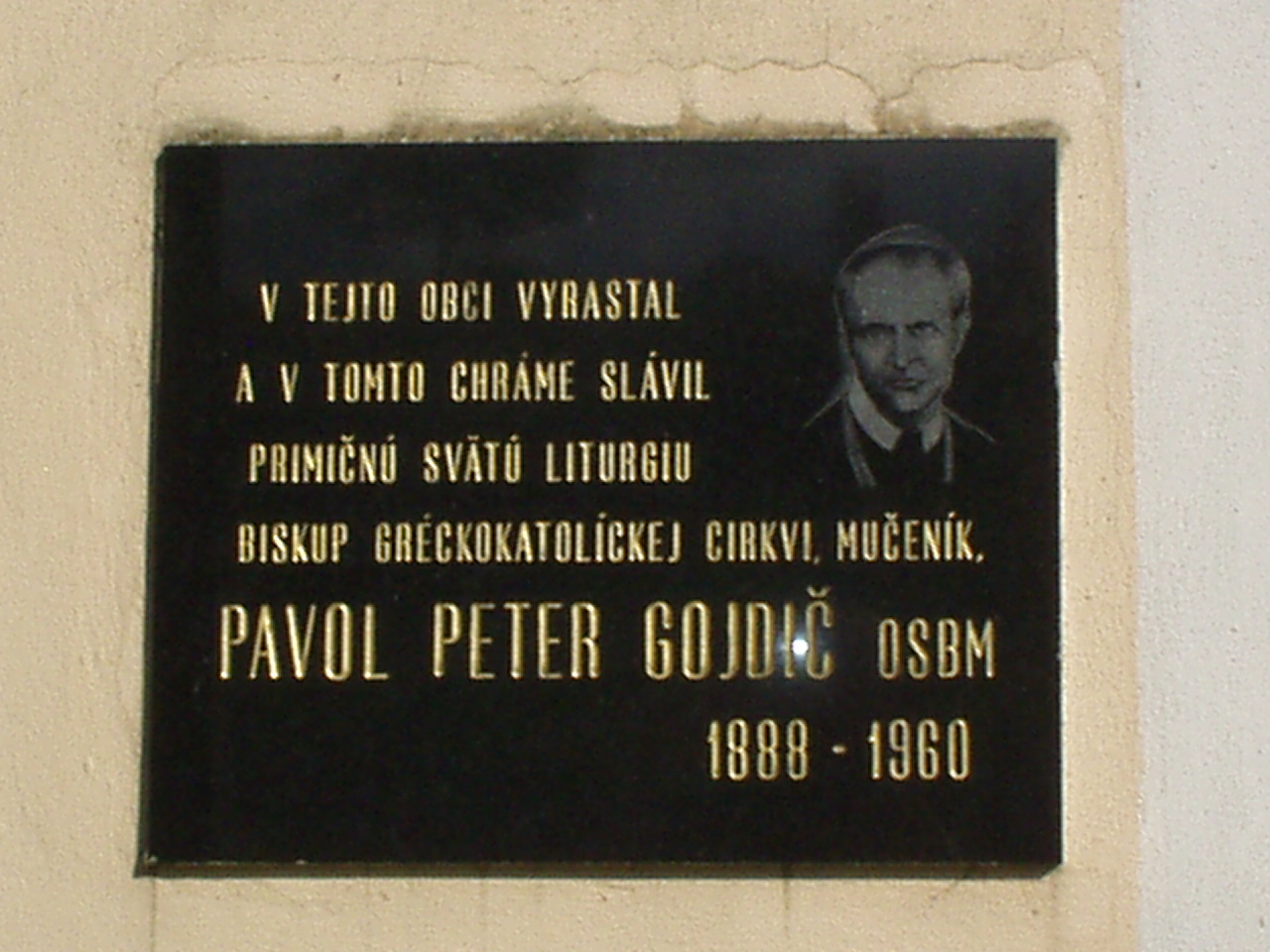
Placa comemorativa na parede do templo São Cosme e Damião em Cigeľka
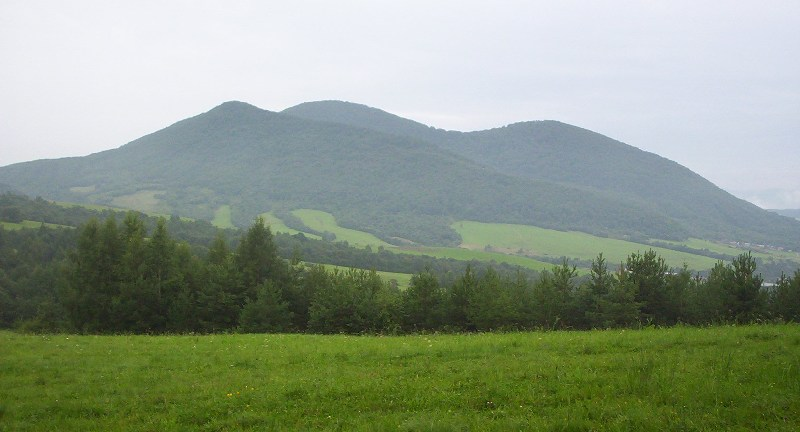
Montanha Busov sobre Cigeľka